# 1677 Tycho Brahe
1677 Tycho Brahe este un asteroid din centura principală, descoperit pe 6 septembrie 1940, de Yrjö Väisälä.